# Alyssa Sutherland

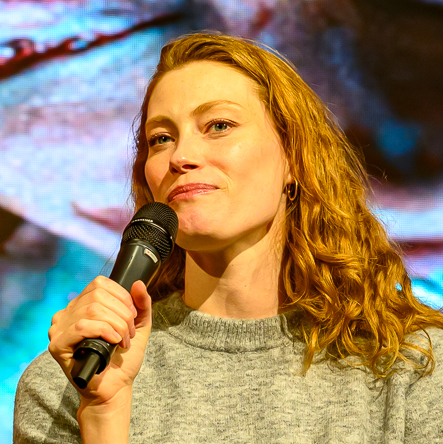
Alyssa Sutherland (2023)

Alyssa Sutherland (* 23. September 1982 in Brisbane, Queensland) ist eine australische Schauspielerin und Model.

## Karriere
Sutherland trat erstmals 2001 als Schauspielerin in Erscheinung. Weitere Rollen folgten ab 2006. Sie spielte von 2013 bis 2016 in der kanadisch-irischen Fernsehserie Vikings die Rolle der Aslaug. Dem schlossen sich Film- und Fernsehauftritte an, ihr Schaffen umfasst mehr als 15 Produktionen.

## Filmografie (Auswahl)
- 2006: Der Teufel trägt Prada (The Devil Wears Prada)
- 2006: Day on Fire
- 2009: Don’t Look Up
- 2012: Arbitrage – Macht ist das beste Alibi (Arbitrage)
- 2013–2016: Vikings (Fernsehserie, 35 Folgen)
- 2017: Der Nebel (The Mist, Fernsehserie, 10 Folgen)
- 2018: Timeless (Fernsehserie, Folge 2x03)
- 2019: Blood Vessel
- 2021: New Gold Mountain (Miniserie, 4 Folgen)
- 2022: The Mental State – Unter Verdacht (The Mental State)
- 2023: Evil Dead Rise